# Acidoxantha quadrivittata
Acidoxantha quadrivittata är en tvåvingeart som beskrevs av Hardy 1974. Acidoxantha quadrivittata ingår i släktet Acidoxantha och familjen borrflugor. Inga underarter finns listade i Catalogue of Life.